# Султан Кабус
Стадіон спорткомплексу Султан Кабус (араб. مجمع السلطان قابوس الرياضي); більш відомий як Стадіон Султана Кабуса — багатофункціональний стадіон, розташований в місті Баушар, який входить до складу столиці Оману — Маската (так званий «Великий Маскат»). Стадіон і спорткомплекс названі на честь чинного султана Омана — Кабуса бін Саїда Аль-Саїда, який при владі в Султанаті Оман з серпня 1970 року.

## Опис
Стадіон може вмістити 34 тисячі глядачів, є головним і найбільшим стадіоном Оману. Є домашнім стадіоном національної збірної Омана з футболу та низки місцевих футбольних клубів.
Крім того, у спортивному центрі є тенісні корти, багатоцільовий спортивний зал та басейн з 50-метровим басейном, 25-метровий басейн та водолазний басейн з 10-метровою дайвінговою платформою..

## Історія
Будівництво стадіону спорткомплексу Султан Кабус почалося в 1983 році. У 1985 році будівництво було завершено, стадіон був відкритий 19 жовтня того ж року. Спочатку міг вміщати в себе 40 тисяч глядачів, але після ряду реконструкцій місткість скоротили до сьогоднішнього показника — 34 000 місць. На стадіоні проводилися матчі розіграшів Кубка націй Перської затоки у 1996 і 2009 роках. Крім футбольних матчів, на стадіоні проводяться змагання з інших видів спорту, проводяться свята міського і національного масштабів.